# Avenida Rojas (estación)
La estación intermedia Avenida Rojas - UNISALESIANA forma parte del sistema de transporte masivo de Bogotá, TransMilenio, inaugurado en el año 2000.

## Ubicación
Está ubicada en el occidente de la ciudad, sobre la Avenida El Dorado entre la carrera 69D y la Avenida de la Constitución. Se accede a ella mediante un puente peatonal ubicado sobre la carrera 69DBIS.
Atiende la demanda de los barrios La Esperanza Norte, Jardín Botánico y sus alrededores.
En sus cercanías están el hotel Holiday Inn Bogotá Airport, el Sheraton Bogotá Hotel y el centro educativo Don Bosco, la Universidad Libre sede bosque popular y el Jardín botánico de Bogotá.

## Origen del nombre
La estación recibe su nombre de la Avenida Rojas, también llamada Avenida de La Constitución, que pasa al occidente de la estación, la cual fue nombrada en honor al expresidente de Colombia Gustavo Rojas Pinilla. La estación únicamente se llamó «Avenida Rojas» hasta el 2024. Sin embargo, en el marco del plan que tiene la empresa TransMilenio para buscar aliados comerciales, al nombre de la estación se le añadió el texto «UNISALESIANA».

## Historia
Esta estación hace parte de la Fase III de TransMilenio que empezó a construirse a finales de 2009 y, después de varias demoras relacionadas con casos de corrupción, fue inaugurada el 1 de octubre de 2012.
En una segunda etapa la estación tendrá plataformas para recibir servicios alimentadores, enfocándose en el área de la Terminal de Transportes de Bogotá.

## Servicios de la estación

### Servicios troncales
| Tipo                                | Rutas al Oriente | Rutas al Occidente | Rutas al Norte | Rutas al Sur |
| ----------------------------------- | ---------------- | ------------------ | -------------- | ------------ |
| Ruta fácil                          | 1                | 1                  |                |              |
| Expresos todos los días todo el día |                  | K54                |                | H54          |
| Expresos lunes a sábado todo el día |                  | K16 K23            | B16 B23        |              |

### Servicios duales
| Tipo                             | Rutas al Norte | Rutas al Occidente |
| -------------------------------- | -------------- | ------------------ |
| Dual lunes a domingo todo el día | M86            | K86                |

### Esquema
| ← Occidente    |                |                |         |         |         |
| K86            |                | Av.Carrera 70  |         | 1K54    | K16K23  |
| Vagón 3        |                | Puente         |         | Vagón 2 | Vagón 1 |
| ← Ciclorruta → | ← Ciclorruta → | ← Ciclorruta → |         |         |         |
| Vagón 6        | Vagón 5        | Puente         | Vagón 4 |         |         |
| M86            |                | Av.Carrera 70  |         | 1H54    | B16B23  |
| Oriente →      |                |                |         |         |         |

### Servicios urbanos
Así mismo funcionan las siguientes rutas urbanas del SITP en los costados externos a la estación, circulando por los carriles de tráfico mixto sobre la Avenida Eldorado, con posibilidad de trasbordo usando la tarjeta TuLlave:
| Código | Sector               | Dirección                 | Rutas                                   |
| ------ | -------------------- | ------------------------- | --------------------------------------- |
| 375A06 | K Estación Av. Rojas | Av. Eldorado - KR 69D Bis | A127A153B309K102K206K211L149 12 60 P500 |
| 375B06 | K Estación Av. Rojas | Av. Eldorado - KR 69D Bis | 17-3F333K301                            |
| 372A05 | K Estación Av. Rojas | Av. Eldorado - KR 70      | C102C127C149C153D206D211K309 12 60 P500 |

## Ubicación geográfica
| Noroeste: Engativá | Norte: D Boyacá                  | Nordeste: Engativá                               |
| Oeste: K Normandía |                                  | Este: K El Tiempo - Cámara de Comercio de Bogotá |
| Suroeste: Fontibón | Sur: F Américas - Avenida Boyacá | Sureste: Fontibón                                |